# Irische Cricket-Nationalmannschaft gegen Afghanistan in der Saison 2017/18
Die Spielserie der irischen Cricket-Nationalmannschaft gegen Afghanistan in der Saison 2017/18 fand vom 5. bis zum 10. Dezember 2017 in den Vereinigten Arabischen Emiraten statt. Die internationale Cricket-Tour war Bestandteil der Internationalen Cricket-Saison 2017/18 und umfasste drei ODIs. Irland gewann die Serie 2–1.

## Vorgeschichte
Beide Mannschaften spielten zuvor eine Partie des ICC Intercontinental Cup 2015–2017, Irland gegen Schottland und Afghanistan gegen die Vereinigten Arabischen Emirate. Die ausgetragenen Spiele dienten auch als Aufwärmspiele für den ICC Cricket World Cup Qualifier 2018, der im März 2018 in Simbabwe stattfinden soll. Das letzte Aufeinandertreffen der beiden Mannschaften bei einer Tour fand in der Saison 2016/17 in Indien statt.

## Stadien
Die folgenden Austragungsorte wurde für die Tour ausgewählt.
| Stadion                             | Stadt   | Kapazität | Spiele      |
| ----------------------------------- | ------- | --------- | ----------- |
| Sharjah Cricket Association Stadium | Sharjah | 27.000    | 1. – 3. ODI |

## Kaderlisten
Afghanistan gab seinen Kader am 2. Dezember 2017 bekannt. Irland benannte seinen Kader am 3. November.
| ODI | ODI |
| Afghanistan | Irland |
| --- | --- |
| - Asghar Stanikzai (K) - Javed Ahmadi - Amir Hamza - Ihsanullah - Nasir Jamal - Rashid Khan - Zahir Khan - Mohammad Nabi - Gulbadin Naib - Shafiqullah (wk) - Rahmat Shah - Dawlat Zadran - Mujeeb Zadran - Najibullah Zadran - Noor Ali Zadran - Shapoor Zadran | - William Porterfield (K) - John Anderson - Andrew Balbirnie - Peter Chase - George Dockrell - Ed Joyce - Barry McCarthy - Jacob Mulder - Tim Murtagh - Kevin O’Brien - Niall O’Brien - Stuart Poynter - Boyd Rankin - Simi Singh - Paul Stirling - Gary Wilson |

## One-Day Internationals

### Erstes ODI in Sharjah
| 5. Dezember Scorecard | Sharjah | Afghanistan 238-9 (50)           | – | Irland 100 (31.4) |
|                       |         | Afghanistan gewinnt mit 138 Runs |   |                   |

### Zweites ODI in Sharjah
| 7. Dezember Scorecard | Sharjah | Irland 271-9 (50)          | – | Afghanistan 220 (45.2) |
|                       |         | Irland gewinnt mit 51 Runs |   |                        |

### Drittes ODI in Sharjah
| 10. Dezember Scorecard | Sharjah | Afghanistan 177 (50)         | – | Irland 180-5 (38) |
|                        |         | Irland gewinnt mit 5 Wickets |   |                   |